# Алмансил
Алмансил (порт. Almancil) — город и район (фрегезия) в Португалии, входит в округ Фару. Является составной частью муниципалитета Лоле. По старому административному делению входил в провинцию Алгарве (регион). Входит в экономико-статистический субрегион Алгарве, который входит в Алгарве. Население составляет 8795 человек на 2001 год. Занимает площадь 62,69 км².

## История
О существовании какого либо поселения во времена Римской империи не известно. Алмансил вероятнее всего возник как придорожная станция во времена раннего Средневековья. Топоним Almancil происходит от арабского слова «Mansil» — большой дом, усадьба. Поселок располагался в том месте, по которому пролегала дорога, соединяющей крупные города юго-западной Испании. В последний период мусульманского владычества в Алгарве и Андалусии, был частью процветающего эмирата Ньебла. Движение между городами было интенсивным, транзит купцов, интеллигенции и другие иностранцев, которые вероятнее всего оставались на ночь в гостиницах, расположенных по обочинам дорог.